# Aline Lemos
Aline Lemos (Belo Horizonte, 1989), também conhecida pelo pseudônimo Desalineada, é uma quadrinista, professora e ilustradora brasileira, sendo mestre em História com formação complementar em Design Gráfico e Artes Plásticas. Começou a atuar como quadrinista independente de 2013, participando de fanzines como Liturgia das Bruxas, Vênus e Melindrosa, além de ter publicado em edições coletivas, como Zine XXX, Revista Inverna, ZiNas  e 100 Têtes (este último, da França).
Em 2018, Aline lançou o livro Artistas brasileiras (Editora Miguilim, ISBN 978-85-7442-209-1), que buscou trazer biografias curtas em forma de quadrinhos, com uma página cada, sobre 30 artistas mulheres nascidas até 1930, como Anita Malfatti, Lygia Clark, Pagu e Madalena dos Santos Reinbolt, entre outras. O livro teve projeto gráfico do Estúdio Guayabo. No ano seguinte, por este trabalho, Aline ganhou o 31º Troféu HQ Mix na categoria "grande homenagem".